# Battaglia di Anzio (484 a.C.)
La battaglia di Anzio del 484 a.C. si svolse tra l'esercito romano, guidato dal console Lucio Emilio Mamercino ed i Volsci, che ebbero la meglio costringendo i Romani a ritirarsi a Longula.

## Antefatto
I Volsci, da tempo in guerra contro i Romani, nonostante l'anno prima fossero stati sconfitti dall'esercito condotto dal console Quinto Fabio Vibulano, pensando di approfittare dei dissidi interni a Roma dovuti soprattutto all'elezione a console di Cesone Fabio Vibulano, accusatore ed uccisore di Spurio Cassio Vecellino, ripresero le ostilità contro l'Urbe invadendo il territorio dei Latini e degli Ernici suoi alleati, e preparando un altro esercito per la difesa del proprio territorio.

## La battaglia
I due eserciti si accamparono a vista, entrambi su delle alture davanti ad Anzio, essendo l'esercito romano condotto dal console Lucio Emilio Mamercino, mentre l'altro esercito romano, condotto da Cesone Fabio Vibulano, portava soccorso agli alleati attaccati dai Volsci.
Dopo qualche giorno di studio, le due schiere vennero a battaglia nel terreno tra i due accampamenti. Dopo il lancio delle lance, dei dardi e di altre armi da lancio, i due schieramenti vennero a contatto. I Volsci, forti degli insegnamenti di Coriolano, dopo aver sostenuto l'urto della fanteria romana pian piano iniziarono ad indietreggiare verso il proprio accampamento.
I Romani inizialmente tennero dietro ai Volsci in buon ordine, ma quando videro che le riserve nemiche rientravano di gran fretta nell'accampamento, credendo che i Volsci fossero prossimi alla rotta si diedero all'attacco disordinato, se non addirittura al saccheggio di quanti erano caduti, a battaglia ancora in corso.
I Volsci, giunti che furono in prossimità del proprio accampamento, mutarono atteggiamento contrastando con maggior vigore quanti tra i Romani li fronteggiavano, aiutati in questo dai molti rinforzi che arrivarono dal campo loro, oltre che dalla posizione elevata dello stesso.
In breve tempo, quella che pareva una vittoria certa si trasformò in sconfitta, con i Romani incalzati ed uccisi sul campo di battaglia, costretti a ritirarsi nell'accampamento, ed aiutati anche dal sopraggiungere di un temporale, che fece desistere il nemico dal continuare l'attacco al campo romano.

## Conseguenze
Con il favore della notte i Romani lasciarono l'accampamento, abbandonando il campo di battaglia, e si ritirarono a Longula dove posero un nuovo campo. I Volsci vittoriosi decisero di inseguire l'esercito romano, che raggiunsero dopo qualche giorno, con la certezza di poterlo sconfiggere una seconda volta.